# Casa delle streghe
La Palazzina INAIL, già Cooperativa edilizia "Saturnus Tellus" detta Casa delle streghe è uno stabile in stile modernista edificato dagli architetti Mario Ridolfi e Wolfgang Frankl nel 1952. Si trova su viale Marco Polo, all'interno del quartiere Ostiense, a Roma.

## Storia e descrizione
La palazzina sorge in un'area dall'andamento collinoso che costeggia una vasta superficie occupata da depositi e binari ferroviari. Il quartiere residenziale in cui si colloca è delimitato da ampi viali di scorrimento, equilibrato nel rapporto con gli spazi verdi e curato specialmente per le presenze archeologiche. Conserva una qualità edilizia diffusa e si erge nel contesto circostante come esempio di nuova palazzina degli anni sessanta, durante i quali assume fin dall'inizio la destinazione di abitazione civile.
Gli autori abbandonano la progettazione per parti per lavorare sulla semplificazione dell'elemento decorativo, attraverso la realizzazione di un involucro che chiude una massa architettonica. L'edificio denuncia tutte le caratteristiche di una Palazzina d'autore: attenzione al dettaglio, elevata qualità delle finiture, coerenza stilistica e formale. La cultura architettonica anni cinquanta, tutta dedicata al manufatto, trova qui un nuovo e diverso equilibrio. L'attenzione al manufatto è legata alla realizzazione attraverso l'esperienza artigiana fatta di competenze tecniche ed esperienze di cantiere dei due autori. La struttura portante è costituita in conglomerato cementizio armato; all'esterno, l'edificio risulta semplicemente intonacato nel tradizionale colore delle palazzine romane. Ricorrente è la geometria dell'esagono, visibile dal di fuori nel motivo dei parapetti dei balconi.

## Cronologia
- 15 maggio 1952: affidamento dell'incarico
- Maggio-ottobre 1952: elaborazione del progetto
- 1953 e 1955: redazione di varianti sul numero di appartamenti previsti
- 1956: conclusione dei lavori[2]